# Munkaþverá
Munkathvera  (Munkaþverá in lingua islandese) è una cittadina sull'Eyjafjörður nei pressi di Akureyri, in Islanda. Nato con il nome di Þverá (“affluente” in islandese), si trasformò in Munkaþverá (l'affluente dei monaci) dopo la costruzione in questo luogo di un monastero benedettino.

## L'abitato
La prima persona a stabilire una fattoria a Þverá poco prima del 900 fu Ingjaldur Helgason, figlio di Helgi Magri (Helgi il magro) che a sua volta era stato il primo colono di Kristnes, sempre sull'Eyjafjörður. L'ultimo della famiglia a vivere in questo posto fu Viga-Glúmur, protagonista di una saga islandese.
Viga-Glúmur fu costretto a lasciare la proprietà nel 986, quando fu acquistata da Einar Eyjólfsson Þveræingur (Einar a Þvera), protagonista di un'altra saga, che si espresse contro la proposta di cedere l'isola di Grímsey al Regno di Norvegia, diventando un simbolo di coraggio e patriottismo del movimento per l'indipendenza dell'Islanda nel XIX secolo. I suoi discendenti vissero a Þvera fino alla costruzione del monastero.
Dopo la chiusura del monastero, il governo del posto fu a carico di funzionari reali incaricati di gestire le proprietà dell'ex convento. Uno dei più noti di questi fu Magnús Björnsson, un magistrato ed uomo di legge nato nel 1595 e considerato tra gli uomini più ricchi d'Islanda.

## La chiesa
Una prima chiesa dedicata alla Vergine Maria fu costruita poco dopo l'anno 1000, nei primi anni della diffusione del cristianesimo in Islanda, su iniziativa di Einar þveræingur. La chiesa attuale fu costruita nel 1844 da Þorsteinn Daníelsson di Skipalón ed è probabilmente l'ottava chiesa costruita su questo sito. L'unico oggetto prezioso nella chiesa, una pala d'altare scolpito in alabastro risalente al 1425, fu venduta al Museo Nazionale di Danimarca alla costruzione dell'attuale chiesa.
Restauri sono stati fatti all'esterno della chiesa tra il 1985 ed il 1988, con il livellamento del sagrato. Secondo la tradizione, nel sagrato riposano i resti di Sighvatur Sturluson di Grund e dei suoi figli, caduti nella Battaglia di Örlygsstaðir, anche se non è ancora noto in quali tombe questi si trovino.

## Il monastero

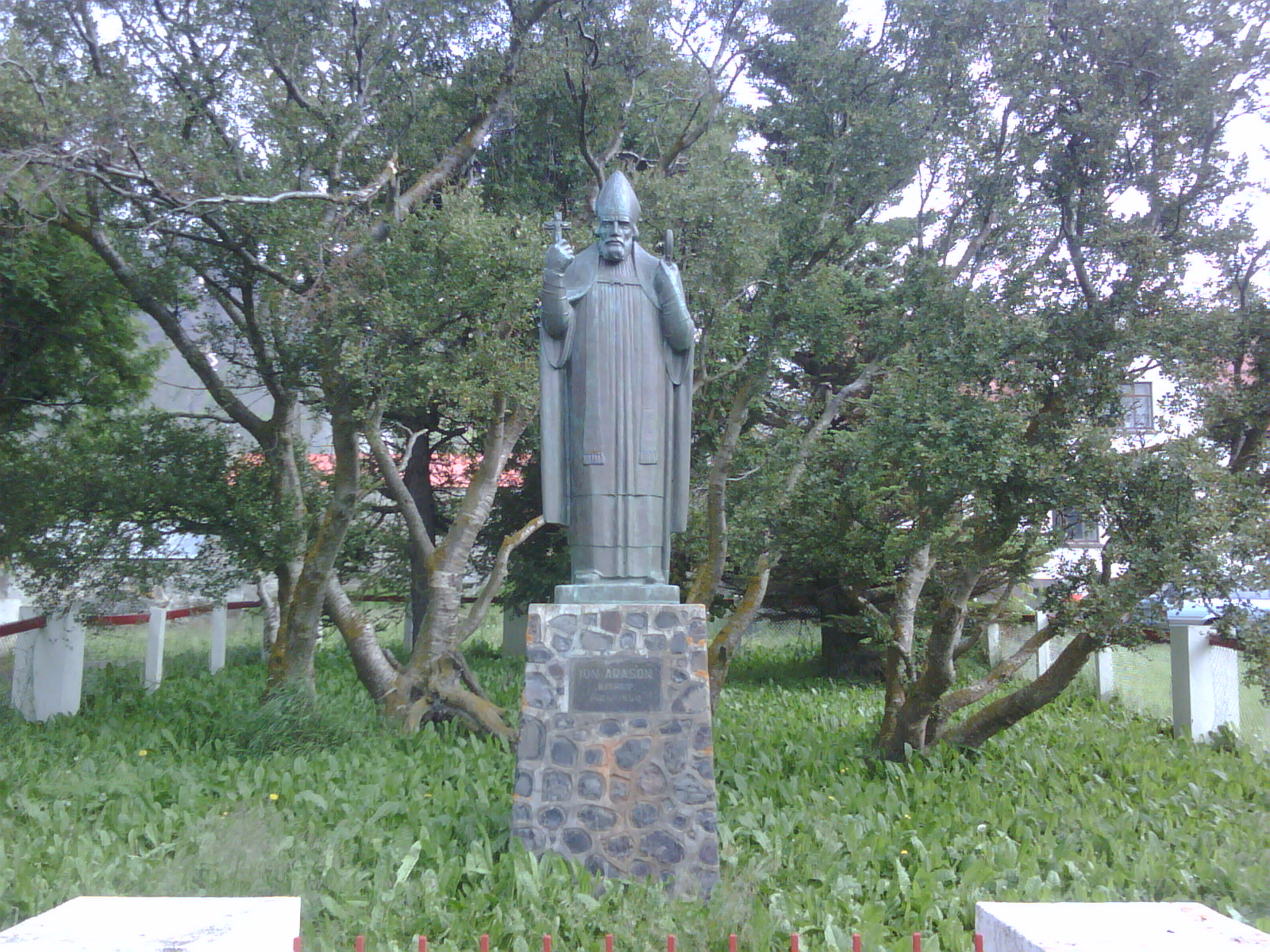
Statua di Jón Arason a Munkaþverá

Su iniziativa di Björn Gilsson, vescovo di Hólar e proprietario del sito a quel tempo, nel 1155 a Þvera fu fondato un monastero. Il primo abate del monastero, Nikulas Bergsson, è noto per il suo pellegrinaggio a Gerusalemme del quale ha lasciato una descrizione del percorso nel Leiðarvísir.
Un altro abate, Einar Ísleifsson, fu il prozio del vescovo Jón Arason. L'ultimo abate a Munkaþverá fu Tómas Eiríksson, che si convertì alla Riforma protestante e giurò fedeltà alla corona, chiudendo il periodo monastico a Munkaþverá dopo 396 anni nei quali si alternarono al governo 26 abati. Tra i personaggi che studiarono nel monastero ci fu proprio Jón Arason, l'ultimo vescovo cattolico di Hólar che si oppose alla riforma fino alla sua decapitazione a Skálholt il 7 novembre 1550, insieme ai suoi due figli; una sua statua, di Gudmundur Einarsson da Miðdalur, si trova sul sito dell'ex monastero.